# 高遜志
高遜志（?—?），字士敏，蕭縣人，元末僑寓嘉興。
好學問，師從貢師泰、周伯琦、鄭元祐，“文章典雅，成一家言”。洪武三年明太祖再次下詔重修《元史》，二月六日重開史局，以宋濂、王褘為總裁，以高遜志、李懋、張宣、李汶、張簡等十五人為纂修官。是年七月一日，纂成順帝一朝本紀十卷，志五卷、表二卷、列傳三十六卷。入翰林，累遷試吏部侍郎。建文初年，召為太常少卿，與董倫同主會試，提拔胡靖、吳溥、楊榮、金幼孜、楊溥、胡濙、顧佐等人。靖難之役時，燕王入京，生死不明。